# Mastín de los Alpes
El mastín de los Alpes, o perro mastín de los Alpes es una raza canina extinta de tipo molosoide, originario de los alpes de Italia y Suiza, progenitor del san bernardo y un importante contribuyente a los mastines modernos, así como con otras razas que se derivan de éstas o están estrechamente relacionadas con ellas. Esta especie perdió su pureza genética con el cruce de otros caninos, lo que condujo su extinción.

## Historia y descripción
El mastín de los Alpes pertenece al grupo de razas caninas gigantes, ya que fuentes cercanas datan de los siglos XVIII y XIX, o posteriores. Se encuentran relatos que hablan de una raza de perros molosoide, del siglo V a. C.  que podrían corresponderse con los primeros mastines.

M.B. Wynn escribió: 
En 1829, un gran perro ligeramente atigrado de la antigua raza mastín de los Alpes, llamado L'Ami, fue traído del convento de San Bernardo, y exhibido en Londres y en Liverpool como el perro más grande de Inglaterra. 
Se cree que William Cavendish, quinto duque de Devonshire, crio mastines de los Alpes en Chatsworth House. Los nombres mastín de los Alpes y san bernardo se utilizaron indistintamente en el siglo XIX, aunque la variedad que se mantuvo en el hospicio del gran san bernardo fue significativamente alterada por la introducción de otras razas, como el terranova y el gran danés, y es esta raza compuesta que ahora lleva el nombre de san bernardo.

## Características
Esta especie fue fácilmente identificado por sus características musculosas, rasgos robustos, gruesos y grandes dimensiones, alrededor de 150 kilogramos de peso y un poco más de un metro de altura. Su tamaño sobrepasaba las 40 pulgadas de altura en el hombro, y su peso podía llegar como máximo a 158 kilogramos, lo que suponía un perro gigantesco, el más grande en el continente europeo

## Funciones
Las características físicas de esta raza hacen suponer que se trataba de un ayudante para labores de carga, como transporte de leña y diversos materiales de construcción, más probablemente que como un perro de caza. También se lo utilizó en el pastoreo. Podía convivir con las personas de manera tolerante y pasiva, tanto en labores domésticas, cuanto para trabajos arduos en el campo, en condiciones climáticas extremas.

## Causas de su extinción
Inevitablemente, estos perros de montaña se mezclaron con la población en general, y la variedad original se redujo en su forma pura, lo que condujo la extinción de esta especie en el siglo XIX. A pesar de que una raza rara, el patu, que se encuentra en la parte de los Alpes, antiguamente habitada por el mastín de los Alpes, tal vez también desciende de la raza extinta.